# Хотон, Кэтрин
Кэ́трин Хо́тон Грант (англ. Katharine Houghton Grant; род. 10 марта 1945, Хартфорд, Коннектикут, США) — американская актриса театра, кино и телевидения. Наиболее известна ролью Джои Дрэйтон в фильме «Угадай, кто придёт к обеду?»; в фильме роль её матери исполнила Кэтрин Хепбёрн, которая в настоящей жизни является её тётей.

## Биография
Кэтрин Хотон Грант родилась 10 марта 1945 года в городе Хартфорд, штат Коннектикут, США, в семье Эллсворта Гранта и Мэрион Хепбёрн, младшей сестры актрисы Кэтрин Хепбёрн. Хотон назвали в честь бабушки по материнской линии — суфражистки Кэтрин Марты Хотон Хепбёрн. У Хотон есть старший брат ДжейБи Грант (англ. JB Grant).
Хотон училась в школе Кингсвуд-Оксфорд и колледже Сары Лоуренс, где она специализировалась на философии и искусстве. В 1970 году вышла замуж за актёра Кена Дженкинса. Её племянница Скайлер Грант также стала актрисой.

## Карьера
Хотон играла главные роли в более 60-ти постановок в театрах на Бродвее, офф-Бродвее и театрах по всей Америке. В 1969 году она получила «Theatre World Award» за исполнение роли в пьесе «Запах цветов» (англ. A Scent of Flowers).
В 1975 году Хотон написала детский рассказ «Дочь волшебника» (англ. The Wizard's Daughter), который вошёл в книгу «Две жуткие истории» (англ. Two Beastly Tales), иллюстрации для которой выполнила Джоан Пэтчен, предыдущая жена Кена Дженкинса. Другой рассказ из этой книги написал ДжейБи Грант, старший брат Хотон.
В 2010 году она снялась в фильме «Повелитель стихий» М. Найт Шьямалана.
Хотон читала лекции в различных заведениях по всей Америке, в том числе в Метрополитен-музее в 2001 и 2008 году.
Хотон также занимается драматургией. Она не только адаптирует чужие произведения для сцены, но и пишет свои собственные пьесы, одиннадцать из которых были поставлены. Её пьеса «Будда» (англ. Buddha) вошла в сборник «Лучшие короткие пьесы 1988 года» (англ. Best Short Plays of 1988). В 2007 году постановка её пьесы «Книгодержатели» (англ. Bookends) получила восторженные отзывы, а театр получил самые высокие продажи за 11-летнюю историю.

## Фильмография
| Год  |   | Русское название                                        | Оригинальное название        | Роль                               |
| ---- | - | ------------------------------------------------------- | ---------------------------- | ---------------------------------- |
| 1966 | с | ABC Сцена 67                                            | ABC Stage 67                 | Бонни                              |
| 1966 | с | Ястреб                                                  | Hawk                         | Офелия                             |
| 1967 | ф | Угадай, кто придёт к обеду?                             | Guess Who's Coming to Dinner | Джоанна «Джои» Дрэйтон             |
| 1968 | с | Защитник Джадд                                          | Judd, for the Defense        | Сьюзи Тёрстон                      |
| 1974 | с | CBS Дневное время 90                                    | CBS Daytime 90               | Габби                              |
| 1974 | ф | Садовник                                                | The Gardener                 | Эллен Беннет                       |
| 1976 | с | Хроники Адамсов                                         | The Adams Chronicles         | Абигейл «Нэбби» Адамс Смит         |
| 1981 | с | ABC Специально после школы                              | ABC Afterschool Special      | мисс Джеймс                        |
| 1982 | ф | Глаза Амариллис                                         | The Eyes of the Amaryllis    |                                    |
| 1987 | с | Я покорю Манхэттен                                      | I'll Take Manhattan          | Пеппер Делафильд                   |
| 1988 | ф | Мистер Норт                                             | Mr. North                    | миссис Скил                        |
| 1991 | ф | Билли Батгейт                                           | Billy Bathgate               | Шарлотт                            |
| 1993 | ф | Итэн Фроум                                              | Ethan Frome                  | миссис Хэйл                        |
| 1993 | ф | Ночь, в которую мы с тобой так никогда и не встретились | The Night We Never Met       | менее / более сентиментальная леди |
| 1995 | ф | Пусть это буду я                                        | Let It Be Me                 | бездомная женщина                  |
| 2004 | ф | Кинси                                                   | Kinsey                       | миссис Сполдинг                    |
| 2010 | ф | Повелитель стихий                                       | The Last Airbender           | бабушка Катары                     |
| 2017 | с | Мистер Мерседес                                         | Mr. Mercedes                 | Элизабет Вартон                    |

## Награды и номинации

### Кинематографичные
| Год  | Название фильма               | Награда               | Категория              | Результат |
| ---- | ----------------------------- | --------------------- | ---------------------- | --------- |
| 1968 | «Угадай, кто придёт к обеду?» | «Золотой глобус»      | «Лучший дебют актрисы» | Номинация |
| 1968 | «Угадай, кто придёт к обеду?» | Премия «Золотой лавр» | «Лучшая новая актриса» | Номинация |

### Театральные
| Год  | Название спектакля      | Награда                    | Категория              | Результат |
| ---- | ----------------------- | -------------------------- | ---------------------- | --------- |
| 1969 | «Запах цветов»          | «Theatre World Award»      |                        | Победа    |
| 1973 | «Однажды прошлым летом» | Премия Джозефа Джефферсона | Лучший гостевой артист | Номинация |